# إينابا ماسانوبو
إينابا ماسانوبو (باليابانية: 稲葉正のぶ؛ بالكانا: いなば まさのぶ) هو ساموراي ياباني، ولد في 8 نوفمبر 1749، وتوفي في 5 أكتوبر 1806.